# Achim Rosch
Achim Rosch (* 2. Juni 1969 in Buehl) ist ein deutscher Theoretischer Physiker und Professor der Universität zu Köln.

## Werdegang
Achim Rosch studierte von 1989 bis 1994 Physik an der Universität Karlsruhe. Im Jahr 1997 erfolgte dort bei Peter Wölfle
seine Promotion mit dem Thema: Heavy Particle in a Fermionic Bath. Von 1998 bis 2000 war er als Postdoc an der Rutgers University in den USA; Zurückgekehrt stand er von 2000 bis 2003 als Leiter einer Emmy-Noether Junior Research Group für Quantum Phasen Transitionen an der Universität Karlsruhe vor mit einer zwischenzeitlichen Lehrstuhlvertretung an der Ludwig-Maximilians-Universität München 2002. Rosch ist seit 2004 Professor für Theoretische Physik an der Universität zu Köln und seit 2006 Sprecher des von der DFG geförderten Sonderforschungsbereiches SFB 608 der Universität zu Köln mit der Rheinischen Friedrich-Wilhelms-Universität Bonn zu „Komplexe Übergangsmetallverbindungen mit Spin- und Ladungsfreiheitsgraden und Unordnung“; ferner seit 2012 Sprecher des Bereichs „Quantum Matter and Materials“ innerhalb des Exzellenzprogramms der Universität zu Köln.

## Forschung
Rosch beschäftigt sich mit theoretischer Festkörperphysik, insbesondere mit stark korrelierten elektronischen Systemen, Quantenphasenübergängen, Topologischen Isolatoren, ultrakalten Atomen fern vom Gleichgewicht, Transport in quasi-eindimensionalen Festkörpersystemen, Nicht-Fermi-Flüssigkeiten (wie Luttingerflüssigkeiten), mesoskopischer Festkörperphysik.
Er arbeitet eng mit Experimentatoren zusammen. So arbeitete er mit der Gruppe experimenteller Festkörperphysiker von Christian Pfleiderer (TU München) und Peter Böni (TU München) zusammen bei dem ersten direkten Nachweis (mit Neutronenstreuexperimenten) von Skyrmion-Anregungen in einem Festkörper (ein metallischer Magnet, Mangansilizium MnSi). Bei den Skyrmionen handelt es sich um topologisch stabile Teilchenartige Anregungen, Verwirbelungen der Spin-Struktur von Elektronen (anschaulich magnetische Wirbel). Sie zeigten die Ausbildung von Wirbel-Gittern ähnlich denen von Flusslinien-Gittern in Typ II Supraleitern. Später wiesen sie Skyrmionen auch in einem dotierten Halbleiter nach. 2010 zeigten sie, dass diese Skyrmionen mit sehr kleinen Strömen manipulierbar sind, die um fünf Größenordnungen kleiner sind als die sonst in der Spintronik zur Anwendung kommenden Ströme. Man erhofft sich durch solche Experimente auch Anwendungen in der Speichertechnik für die Datenverarbeitung zu ermöglichen. Rosch studierte auch die emergente Elektrodynamik, die sich bei Bewegung der Skyrmionen ergibt.
In Zusammenarbeit mit Experimentatoren wie Immanuel Bloch untersuchte er auch das Verhalten von Atomen in optischen Gittern (erzeugt durch stehende Laserwellen), die zur Simulation von Festkörpersystemen benutzt werden können. Darunter waren Phänomene wie Negative Temperatur, hydrodynamisches Verhalten und Mott-Übergang.

## Preise
- 2002 Physikpreis der Göttinger Akademie der Wissenschaften
- Januar 2012 Universitätspreis (5.000 €) in der Rubrik Forschung der Universität zu Köln  für seine Arbeiten zu magnetischen Skyrmionen[7]
- Dezember 2012 Gottfried-Wilhelm-Leibniz-Preis (1.250.000 €) für 2013, gemeinsam mit Roderich Moessner
- Mai 2016 EPS Europhysics Prize der European Physical Society im Bereich Condensed Matter[8]